# Emil Ilse
Emil Ilse (Kempfeld, 14. ožujka 1864. -  Köln, 14. travnja 1943.) je bio njemački general i vojni zapovjednik. Tijekom Prvog svjetskog rata bio je načelnik stožera 4. armije, te je zapovijedao XV. korpusom na Zapadnom bojištu. 

## Vojna karijera
Emil Ilse rođen je 14. ožujka 1864. u Kempfeldu. Od 1883. godine s činom poručnika služi u 10. topničkoj pukovniji smještenoj u Strasbourgu. Od 1885. pohađa Topničku i inženjerijsku školu u Berlinu, a od 1890. Prusku vojnu akademiju. U rujnu 1893. unaprijeđen je u satnika, dok od ožujka 1896. služi kao pobočnik u Glavnom inspektoratu poljskog topništva. U svibnju 1907. postaje načelnikom stožera XVIII. korpusa kojim je zapovijedao Hermann von Eichhorn, nakon čega u srpnju 1910. postaje zapovjednikom 10. sjevernosaske topničke pukovnije. U listopadu 1912. s činom general bojnika Ilse dobiva zapovjedništvo nad 5. topničkom brigadom smještenom u Kölnu na čijem čelu dočekuje i početak Prvog svjetskog rata.  

## Prvi svjetski rat
Kratko nakon početka Prvog svjetskog rata točnije krajem kolovoza 1914. Ilse napušta mjesto zapovjednika 5. topničke brigade, te postaje glavnim topničkim časnikom u stožeru 2. armije kojom je zapovijedao Karl von Bülow. Navedenu dužnost Ilse nije dugo obavljao jer krajem rujna postaje načelnikom stožera 4. armije kojom je zapovijedao vojvoda Albrecht. Kao načelnik stožera 4. armije sudjeluje u Prvoj i Drugoj bitci kod Ypresa, nakon kojih je u kolovozu 1915. unaprijeđen u general poručnika. U svibnju 1917. postaje zapovjednikom XV. korpusa koji je držao položaje u Loreni. Navedenim korpusom zapovijedao je do kraja rata.

## Poslije rata
Nakon završetka rata Ilse je zapovijedao povlačenjem svoga korpusa natrag u Njemačku, nakon čega je na vlastiti zahtjev početkom 1919. umirovljen. Na 25-godišnjicu njemačke pobjede u Bitci kod Tannenberga dodijeljen mu je počasni čin generala topništva.
Emil Ilse preminuo je 14. travnja 1943. u 79. godini života u Kölnu. 

## Vanjske poveznice
(eng.) Emil Ilse na stranici Prussianmachine.com

(njem.) Emil Ilse na stranici Deutschland14-18.de